# Tonel (unidad)
Tonel es  una antigua unidad de medida. En Vizcaya, España se utilizaba para medir la capacidad de un buque, también el tonel es utilizado como unidad de volumen para barricas de bebidas alcohólicas como el vino.

## Capacidad de un buque
El tonel era la unidad utilizada para medir la capacidad de un buque en Vizcaya, del mismo modo que los sevillanos de la carrera de Indias empleaban la tonelada. 
Pero doce de estas hacían diez toneles, resultando un veinte por ciento de aumento en las toneladas, esto es, en el número total de las que medía el buque. Sin embargo, por una cédula de 13 de febrero de 1552 se declaró que el porte de las naos que hubiesen de navegar para las Indias fuese de cien toneles machos para arriba; siendo entonces el tonel macho lo mismo que tonelada, que es el buque de dos pipas de veintisiete arrobas y media cada una. De todos modos, lo que parece probable y aun evidente es que el tonel diese nombre al espacio que ocupa, y por consiguiente, a la tonelada.

## Volumen de bebidas alcohólicas
Las capacidades de vino de los barriles o toneles antiguamente eran medidas y estandarizadas de acuerdo a un sistema específico de unidades inglesas.  Las diversas unidades fueron definidas en función del galón de vino y por lo tanto variaban de acuerdo a la definición de galón que se utilizara, hasta que en 1707 se adoptó la definición del galón de la reina Ana. En el Reino Unido y sus colonias las unidades se redefinieron cuando se introdujo el sistema imperial mientras que el galón de la reina Ana fue adoptado como el galón de líquido estándar de Estados Unidos. Los principales países productores de vino utilizan barriles con suma frecuencia y han desarrollado estándares con variaciones con las unidades de volumen tradicionales inglesas; por ejemplo entre diversas unidades de "tonel" se cuentan: un "hogshead" equivalente a 300 L, 66 galones imperiales, o 79 galones de Estados Unidos; una "barrica" equivalente a 220 L, 48 galones imperiales o 58 galones de Estados Unidos (en Bordeaux),  225 L, 49 galones imperiales o 59 galones de Estados Unidos ( en Australia), 230 L,  51 galones imperiales o 61 galones de Estados Unidos  (Borgoña) y el "puncheon" de 465 L, 102 galones imperiales o 123 galones de Estados Unidos). son utilizados con frecuencia en las industrias del vino y los implementos de cobre para producción de vino.